# Малая измена
Ма́лая изме́на (англ. petty treason или petit treason) — юридическое понятие, бытовавшее ранее в общем праве Англии, Уэльса и Ирландии. В законе Шотландии понятие малой измены отсутствовало.
В отличие от государственной измены (англ. high treason), которая являлась актом преступной нелояльности по отношению к монарху и включала в себя не только его убийство, но и, например, прелюбодеяние с королевой-женой, малая измена, согласно Акту об измене 1351 года, включала в себя только убийства вышестоящих лиц:
- Убийство женой мужа.
- Убийство слугой своего господина, госпожи или жены господина.
- Убийство священнослужителем своего прелата.

Убийство мужа женой считалось малой изменой согласно принципу покровительства англосаксонского общего права.
Наказанием за малую измену для мужчин было волочение к месту казни и повешение, а для женщин — сожжение без волочения (в 1790 году сожжение заменено повешением), в то время как за государственную измену мужчин волочили, вешали, потрошили и четвертовали, а женщин — волочили к месту казни и сжигали).
В 1828 году в Англии и Уэльсе был принят Акт о преступлениях против личности, по которому прекратили различать обычное убийство и малую измену. В 1829 году понятие исчезло из действующего законодательства Ирландии.